# Ян Майен
Ян Майен (на норвежки: Jan Mayen) е норвежки остров в Северния ледовит океан, разположен на 480 km източно от Гренландия, на 570 km североизточно от Исландия и на 1000 km северозападно от континентална Норвегия. Площ 377 km², дължина на бреговата линия 124,1 km. Островът е изграден от базалти, туфи и лава. В североизточната му част се издига единственият действащ вулкан на норвежка територия, Беренберг (2277 m), който е на възраст около 2 милиона години. Вулканът е увенчан с кратер с диаметър 1,2 – 1,4 km, като последното му изригване е през 1970 г. Кратерът и склоновете му на височина до 500 m са покрити с лед, като отделни ледени езици се спускат до океана. Площта на цялата ледена покривка на острова е 117 km. Югозападната част на Ян Майен представлява стъпаловидно плато с вулканични кратери с височина до 840 m. Често явление са земетресенията. Климатът е полярен морски, с чести бури и устойчиви мъгли. Преобладават мъхово-лишейната тундра и океанските пасища. На острова обитават бяла мечка, бял и син песец, а в крайбрежните води – гренландски тюлен.
| Климатични данни за Ян Майен                                                           | Климатични данни за Ян Майен | Климатични данни за Ян Майен | Климатични данни за Ян Майен | Климатични данни за Ян Майен | Климатични данни за Ян Майен | Климатични данни за Ян Майен | Климатични данни за Ян Майен | Климатични данни за Ян Майен | Климатични данни за Ян Майен | Климатични данни за Ян Майен | Климатични данни за Ян Майен | Климатични данни за Ян Майен | Климатични данни за Ян Майен |
| Месеци                                                                                 | яну.                         | фев.                         | март                         | апр.                         | май                          | юни                          | юли                          | авг.                         | сеп.                         | окт.                         | ное.                         | дек.                         | Годишно                      |
| Абсолютни максимални температури (°C)                                                  | 9,5                          | 10,0                         | 8,0                          | 10,3                         | 11,3                         | 18,1                         | 15,0                         | 15,7                         | 13,4                         | 15,0                         | 10,0                         | 12,3                         | 18,1                         |
| Средни максимални температури (°C)                                                     | −3                           | −3,3                         | −3,5                         | −1,4                         | 1,2                          | 4,1                          | 6,4                          | 6,9                          | 4,5                          | 1,9                          | −1                           | −2,7                         | 0,8                          |
| Средни температури (°C)                                                                | −5,7                         | −6,1                         | −6,1                         | −3,9                         | −0,7                         | 2,0                          | 4,2                          | 4,9                          | 2,8                          | 0,1                          | −3,3                         | −5,2                         | −1,4                         |
| Средни минимални температури (°C)                                                      | −8,4                         | −9                           | −8,5                         | −6                           | −2,2                         | 0,5                          | 2,7                          | 3,5                          | 1,3                          | −1,7                         | −5,4                         | −7,7                         | −3,4                         |
| Абсолютни минимални температури (°C)                                                   | −26,9                        | −28,4                        | −26,8                        | −21,4                        | −12                          | −5,1                         | −3,2                         | −2,3                         | −5,2                         | −18                          | −19,5                        | −24,2                        | −28,4                        |
| Средни месечни валежи (mm)                                                             | 56                           | 53                           | 55                           | 40                           | 40                           | 37                           | 47                           | 61                           | 82                           | 82                           | 65                           | 65                           | 683                          |
| Средно количество слънчеви часове                                                      | 0                            | 28                           | 62                           | 120                          | 149                          | 150                          | 124                          | 93                           | 60                           | 31                           | 0                            | 0                            | 817                          |
| -------------------------------------------------------------------------------------- | ---------------------------- | ---------------------------- | ---------------------------- | ---------------------------- | ---------------------------- | ---------------------------- | ---------------------------- | ---------------------------- | ---------------------------- | ---------------------------- | ---------------------------- | ---------------------------- | ---------------------------- |
| Източник: Norwegian Meteorological Institute,, The Weather Network, World Climate data |                              |                              |                              |                              |                              |                              |                              |                              |                              |                              |                              |                              |                              |

Формално се приема, че е открит през лятото на 1614 г. от холандеца Ян Майен – капитан на китоловен кораб, който определя неговото точно местонахождение. През същото лято, няколко седмици по-рано, е открит и от капитана на друга холандска експедиция, която обаче пази това в тайна, страхувайки се конкуренцията да не разбере за острова, поради което за откривател е обявен Майен, и така от 1620 г. нататък в картите островът започва да се назовава със сегашното си име. През 1631 г. друг холандски капитан заявява, че английската експедиция, на която е бил начело, открива острова най-рано, още през юни 1614 г. Има и твърдения, че островът е открит още през 1607 г. от англичанина Хенри Хъдсън и вторично през 1611 г. от холандеца Якобс Май, но те не са доказани.
Островът има само временно население – общо до 18 души, от периодично сменяни военнослужещи от Норвежките въоръжени сили в радионавигационна станция (закрита през 2016 г.), служители на Норвежкия метеорологичен институт в местната метеостанция и персонал за обслужване на аеродрума. Селището, в което те живеят – Олонкинбюен, е по-голямото населено място на острова и негов център.